# Jason Smith (curler)
Jason Smith (ur. 18 września 1983 w Robbinsdale), amerykański curler.
Smith zaczął uprawiać curling w 1998. Czterokrotnie wystąpił na arenie międzynarodowej jako reprezentant kraju, zawsze jako trzeci. Zadebiutował w Mistrzostwach Świata Juniorów B w 2003. Pod przewodnictwem Kristophera Perkovicha Amerykanie zdobyli brązowe medale pokonując w małym finale Francję (Richard Ducroz). W kolejnym występie, na Mistrzostwach Świata Juniorów 2005 Jason w zespole Perkovicha awansował do fazy play-off, przegrał tam jednak mecz o 3. miejsce ze Szkocją (Logan Gray).
Jako członek ekipy Johna Shustera w 2009 Johna Shustera wygrał United States Olympic Curling Team Trials 2010, mistrzostwa kraju dające możliwość występu na Mistrzostwach Świata 2009 połączone z kwalifikacjami na Zimowe Igrzyska Olimpijskie 2010. W pierwszym z występów z bilansem 7 wygranych i 4 przegranych meczów zespół z Duluth wywalczył mecz barażowy. Tam wynikiem 8:2 lepsi okazali się być Norwegowie (Thomas Ulsrud), Amerykanie uplasowali się na 5. miejscu. Podczas turnieju olimpijskiego Amerykanie uplasowali się na ostatniej, 10. pozycji. Smith nie zagrał w jednym meczu, a w 4 wystąpił jako czwarty.

## Drużyna
|           | Czwarty              | Trzeci      | Drugi         | Otwierający   |
| --------- | -------------------- | ----------- | ------------- | ------------- |
| 2008/2010 | John Shuster         | Jason Smith | Jeff Isaacson | John Benton   |
| 2004/2005 | Kristopher Perkovich | Jason Smith | Jeff Isaacson | Kevin Johnson |
| 2002/2003 | Kristopher Perkovich | Jason Smith | Jeff Isaacson | Thomas Scott  |